# Martin Galway
Martin Galway (Belfast, 3 gennaio 1966) è un compositore nordirlandese.
Particolarmente conosciuto per le sue composizioni per il SID, il chip sonoro del Commodore 64.  Tra i suoi lavori si ricordano le colonne sonore per i videogiochi Rambo II, Comic Bakery e Wizball, così come quella per il loader di Arkanoid nella sua versione per C64.

## Biografia
Nipote del flautista James Galway, nel 1983, Martin era uno studente di 17 anni con l'hobby della programmazione di musica e videogiochi per il BBC Micro, in compagnia dei compagni di scuola della Parrs Wood High School di Manchester. Il suo professore di informatica, Peter Davidson, aveva da poco lasciato l'insegnamento per occupare un lavoro alla  Database Publications di Stockport, casa editrice che pubblicava The Micro User Magazine e che manteneva una divisione software, chiamata Optima Software che avrebbe potuto sfruttare gratuitamente il ritorno pubblicitario offerto dalla rivista. A Davidson fu richiesto di reperire giovani ed economici programmatori per la realizzazione di tali software e Martin, con meno di un anno di esperienza informatica, ed altri, tra cui Kevin Edwads (ora alla Traveller's Tales) furono reclutati. Il primo gioco pubblicato dal duo, con Kevin demandato alla programmazione e Martin alla sezione sonora, fu "Atomic Protector", un clone non licenziato di Pac-Man pubblicato da Optima Software. Il gioco fruttò al giovane Galway 50 sterline alla settimana per le sei settimane impiegate, ovvero esattamente la durata delle vacanze scolastiche.
Per tutto l'anno successivo continuò a sonorizzare i giochi per amici e compagni di scuola, fin quando "Eyes", programmato dall'amico Paul Proctor come un altro clone di Pac-Man, catturò l'attenzione del musicista che si attivò per trovare un editore tra le pagine di Personal Computer News. Da qui, ed esattamente nel numero del mese di marzo 1984, Galway fu attratto dalla pubblicità della Ocean Software di Manchester ed a loro decise di proporre il prodotto. Presentandosi come agente di Proctor, Galway propose il gioco che fu apprezzato e, dopo un incontro con David Ward fu licenziato da Ocean per 300 sterline, ma mai pubblicato. Martin, di contro, ottenne di mostrare alcuni floppy per BBC con sue composizioni musicali a David Collier, manager di Ocean e Richard Kay, programmatore interno per i sistemi BBC, poi alla Software Creations. I due rimasero favorevolmente colpiti dalle composizioni di Galway al punto di proporgli lo studio del Commodore 64, con un sistema prestato direttamente da loro, per valutarne le potenzialità musicali.
Da quel momento, Martin abbandonò il BBC e si occupò esclusivamente del Commodore 64, sfruttando massicciamente la modulazione d'anello del SID e ideando modi non convenzionali nell'utilizzo dei registri che davano alle sue composizioni un sound inedito. Galway ha anche realizzato la colonna sonora per Times of Lore della Origin Systems, con molti motivi che richiamassero la giusta atmosfera medievale. Essendo anche un abile programmatore, realizzò allo scopo anche un apposito algoritmo per la scelta casuale degli accordi in modo da variegare l'esecuzione musicale. È stato, poi, il primo musicista ad utilizzare suoni digitalizzati sul C64, nella fattispecie in occasione della conversione di Arkanoid per l'home computer della Commodore.
Attualmente è production manager per la Certain Affinity, una software house di Austin, Texas.

## Giochi
- Atomic Protector (Optima Software, 1983)
- Cookie - per BBC Micro, mai pubblicato
- Daley Thompson's Decathlon (Ocean, 1984)
- Swag (Micromania, 1984)
- Sabre Wulf (Ultimate Play The Game, 1984)
- Daley Thompson's Star Events (Ocean, 1985)
- Hyper Sports (Imagine/Konami, 1985)
- Kong Strikes Back! (Ocean, 1985)
- The Neverending Story (Ocean, 1985)
- Ocean Loader 1 & 2 - utilizzati per diversi giochi della Ocean, eseguiti nei tempi di caricamento (Ocean, 1985)
- Roland's Ratrace (Ocean, 1985)
- Yie Ar Kung-Fu (Imagine, 1985)
- Cobra (Ocean, 1986), solo ZX Spectrum
- Mikie (Imagine, 1986)
- Ping Pong (Imagine, 1986)
- Comic Bakery (Imagine, 1986)
- Terra Cresta' (Imagine, 1986)
- Green Beret (Imagine/Konami, 1986)
- Helikopter Jagd (Ocean, 1986)
- Highlander (Ocean, 1986)
- Hunchback II (Ocean, 1986)
- Match Day (Ocean, 1986)
- Miami Vice (Ocean, 1986)
- Parallax (Ocean, 1986)
- Rambo: First Blood Part II (Ocean, 1986)
- Short Circuit (Ocean, 1986)
- Arkanoid (Imagine, 1987)
- Athena (Imagine, 1987)
- Game Over (Imagine, 1987)
- Rastan (Imagine, 1987)
- Slap Fight (Imagine, 1987)
- Yie Ar Kung Fu II (Imagine, 1987)
- Combat School (Ocean, 1987)
- Wizball (Ocean, 1987)
- Microprose Soccer (Microprose, 1988)
- Times of Lore (Origin, 1988)
- Insects in Space (Sensible Software, 1989)
- Wing Commander 2: Vengeance of the Kilrathi (Origin, 1991)
- Ultima VII: The Black Gate (Origin, 1992)
- Ultima Underworld: The Stygian Abyss (Origin, 1992)
- Strike Commander (Electronic Arts/Origin, 1993)
- Wing Commander 4: The Price of Freedom (Electronic Arts/Origin, 1995)
- The Kilrathi Saga (Electronic Arts, 1996)
- Starlancer (Digital Anvil/Microsoft, 2000)

## Composizioni
- Atomic Protector (Optima Software, 1983)
- Cookie (Ultimate Play The Game, 1983
- Swag (Micromania, 1984)
- Sabre Wulf (Ultimate Play The Game, 1984)
- Yie Ar Kung Fu (Imagine, 1985)
- Hyper Sports (Imagine/Konami, 1985)
- Kong Strikes Back! (Ocean, 1985)
- The Neverending Story (Ocean, 1985)
- Ocean Loader 1 & 2(Ocean, 1985)
- Roland's Ratrace (Ocean, 1985)
- Mikie (Imagine, 1986)
- Ping Pong (Imagine, 1986)
- Comic Bakery (Imagine, 1986)
- Terra Cresta' (Imagine, 1986)
- Green Beret (Imagine/Konami, 1986)
- Helikopter Jagd (Ocean, 1986)
- Highlander (Ocean, 1986)
- Hunchback II (Ocean, 1986)
- Match Day (Ocean, 1986)
- Miami Vice (Ocean, 1986)
- Parallax (Ocean, 1986)
- Rambo: First Blood Part II (Ocean, 1986)
- Short Circuit (Ocean, 1986)
- Arkanoid (Imagine, 1987)
- Athena (Imagine, 1987)
- Game Over (Imagine, 1987)
- Rastan (Imagine, 1987)
- Slap Fight (Imagine, 1987)
- Yie Ar Kung Fu II (Imagine, 1987)
- Combat School (Ocean, 1987)
- Wizball (Ocean, 1987)
- Microprose Soccer (Microprose, 1988)
- Times of Lore (Origin, 1988)
- Insects in Space (Sensible Software, 1989)
- Wing Commander 2: Vengeance of the Kilrathi (Origin, 1991)
- Ultima VII: The Black Gate (Origin, 1992)
- Ultima Underworld: The Stygian Abyss (Origin, 1992)
- Strike Commander (Electronic Arts/Origin, 1993)
- Wing Commander 4: The Price of Freedom (Electronic Arts/Origin, 1995)
- The Kilrathi Saga (Electronic Arts, 1996)
- Starlancer (Digital Anvil/Microsoft, 2000)